# 小科赫尼夫卡

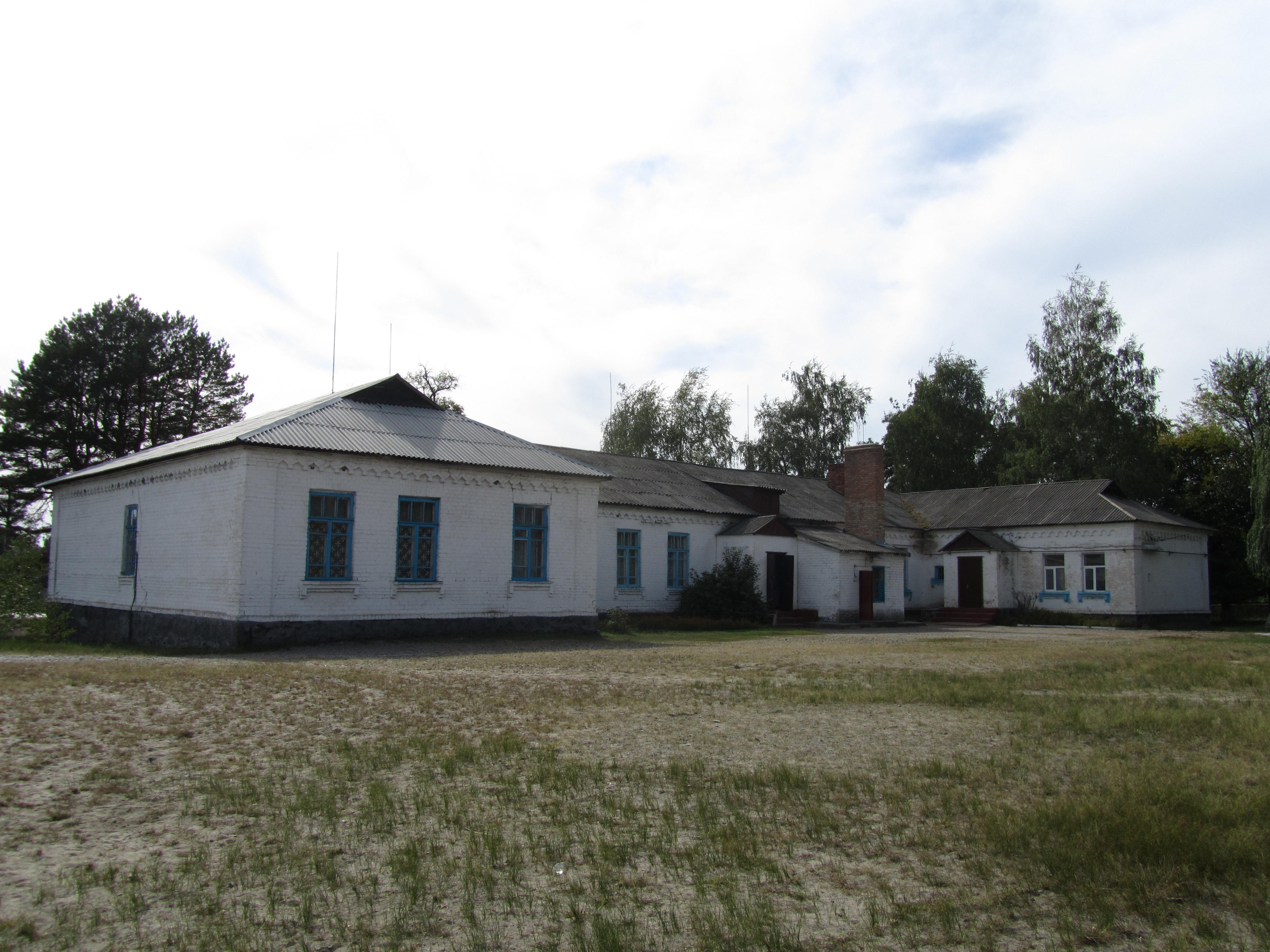

49°4′38″N 33°28′58″E / 49.07722°N 33.48278°E
小科赫尼夫卡（烏克蘭語：Мала Кохнівка），是烏克蘭的村落，位於該國中部波爾塔瓦州，由克列緬丘格區負責管轄，距離澤爾任西克2公里，海拔高度68米，2001年人口1,154。